# Rosso, Verde, Giallo e Blu
Rosso, Verde, Giallo e Blu è il diciannovesimo album del Paolo Fresu Quintet ed è stato pubblicato il 30 marzo 2007.

## Tracce
Tutte le composizioni sono di Paolo Fresu, eccetto dove diversamente indicato.

### Contenuto
1. Rosso, Verde, Giallo E Blu, 5:11
2. Hip Hip! 	, 5:07
3. Variazione 13, 4:02
4. Bi-sogni Aerei, 2:52
5. Valzer Del Ritorno, 6:51
6. Nightfly On Blue Note, 	5:58
7. Almeno tu nell'universo, 4:32 Bruno Lauzi e  Maurizio Fabrizio
8. Rock,	8:01
9. Khula Mntwana, 	2:34
10. Sull'Estremo Confine Del Mare, 	6:13
11. Shoah 27.01.2005, 	5:42
12. Echauffement Corporel, 	3:43
13. Khula Mntwana, 	2:43
14. Ulixes , 3:59

## Musicisti
- Paolo Fresu - Trumpet
- Roberto Cipelli - Piano
- Tino Tracanna - Tenor Sax
- Attilo Zanchi - Bass
- Ettore Fioravanti - Drums